# 2016년 생테티엔뒤루브레 성당 테러
2016년 7월 26일 프랑스 노르망디 센마리팀주 생테티엔뒤루브레의 생테티엔뒤루브레 성당에서 2명의 괴한이 침입하는 사건이 발생했다. 괴한들은 2명의 수녀, 2명의 신도, 1명의 신부에 대한 인질극을 벌였으며, 이 테러로 85세 신부 자크 하멜이 살해되었다.